# ムジャーヒディーン (ミャンマー)
ムジャーヒディーン（Mujahideens、「聖戦の兵士」の意）。1947年から1961年まで、ラカイン州北部、ミャンマー・バングラデシュ国境で活動したミャンマーの反政府武装組織。「ムジャヒッド党」とも呼ばれる。

## 背景
日本軍をミャンマーから追放したイギリス軍は、1945年10月にシムラーから帰還した。その際、イギリス軍と難民の帰還にともなって、東パキスタンからの新規のムスリム移民も増加し、彼らは「ムジャヒッド（Mujahid）」と呼ばれて、それ以前のムスリムとは区別された。彼らは分離主義者で、パキスタンに併合されるか、独立したムスリム国家の樹立を望んでおり、1946年3月には、イスラム解放機構（Muslim Liberation Organization：MLO）を結成して分離独立運動を開始した。1946年7月には北アラカン・ムスリム連盟（North Arakan Muslim League：NAML）が結成され、ラカインと東パキスタンの合併を主張した。1946年5月と1947年7月の2度、ムジャヒッドの代表団がパキスタンのカラチを訪れ、パキスタンの指導者・ムハンマド・アリー・ジンナーにラカイン北部をパキスタンに併合するよう求めたが、ジンナーはミャンマーの内政問題であると一蹴して、これを拒否した。ちなみに独立前からラカインに住んでいたムスリムは、ムジャヒッドのこの一連の動きに否定的だったのだという。

## 結成

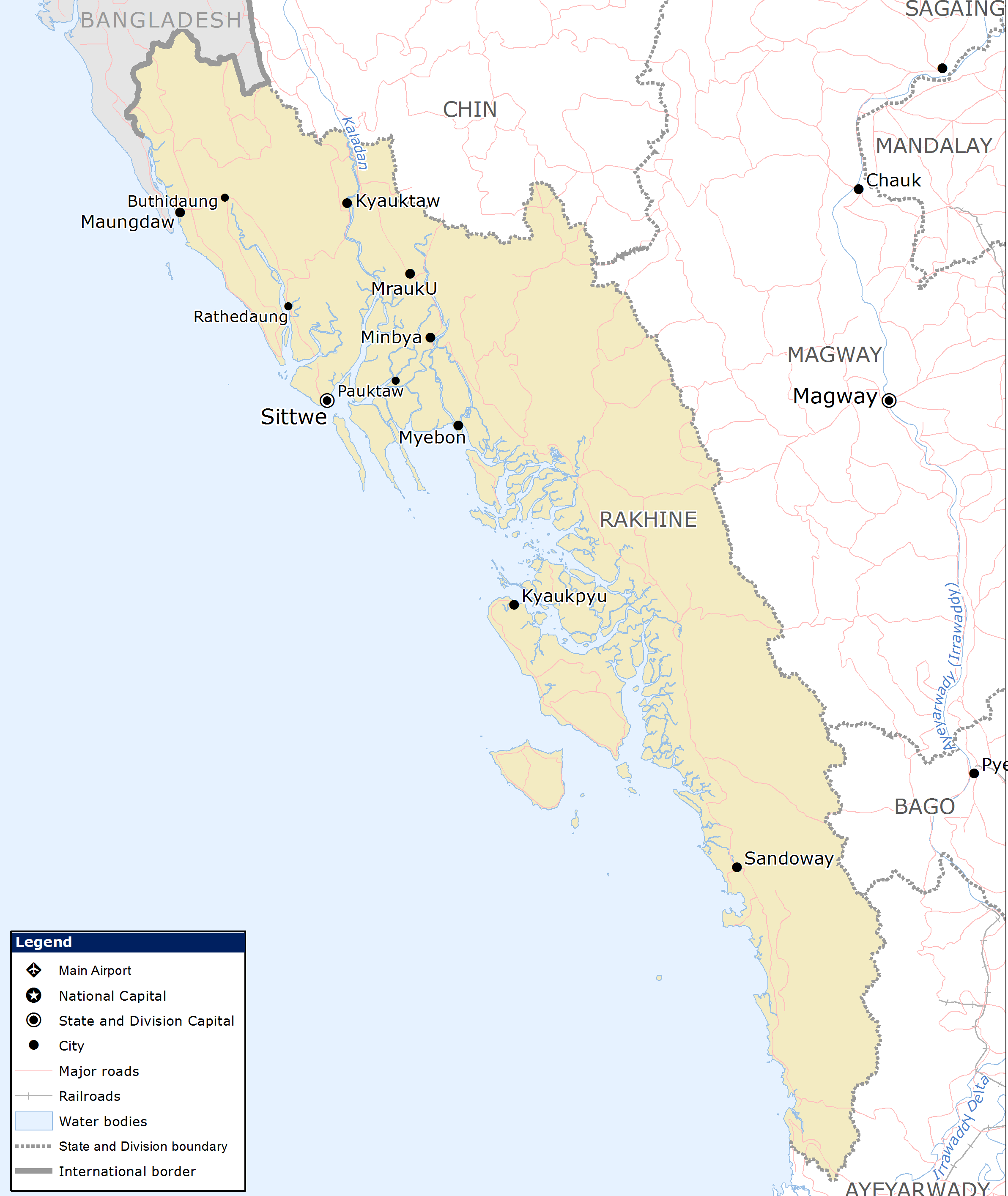
ラカイン州の地図。

そんな中、1947年8月20日、ジャファル・フセイン（Jafar Hussain）という人物が、ブティタウンで数百人の有志を募り、「ムジャーヒディーン」という武装組織を結成した。彼は地元名士の息子で、日本軍の下で軍事訓練を受けた経験があり、ジャファル・カワル（Jafar Kawal）の芸名で知られた、スーフィズム音楽・カッワーリーの有名な歌手だった。彼は有名なムスリム詩人・ムハンマド・イクバールの詩を諳んじ、人々に信仰、名誉、尊厳を守るために財産や命を犠牲にするよう促した。
当初、ムジャーヒディーンの兵力は1000人程度で、緑のベレー帽、星と三日月が描かれたバッジが付いたシャツ、黒の半ズボンという格好をしており、大戦中にイギリス軍傘下のV・フォースで戦闘経験を積んだ者が多かった。
結成の際、彼らは「アラカン北部」という自治国家を要求する、ダボリ・チャウン（Dabbori Chaung）宣言を発表した。
1. カラダン川の西からナフ川（英語版）の東までの地域を管轄するブティダウン郡区、ラティダウン（Rathidaung）郡区、マウンドー郡区から成る「アラカン北部」という名のムスリム自治国家を設立する。この地域はビルマ連邦の管轄下に置かれる。
2. アラカン北部で軍事訓練を受けた、または軍事経験を持つムスリムの若者の助けを借りて、「アラカン北部・ムスリム連隊」という名の軍隊を結成する。この連隊のムスリムの若者は、外国の侵略があった場合、1インチの土地のために命を犠牲にする。
3. ウルドゥー語はアラカン北部の地域言語および教育媒体として受け入れられるべきである。しかし、ビルマ語は国語として引き続き義務付けられる。
4. 「アラカン北部」の責任ある政府職員は地元のムスリムから任命されなければならない。しかし、中央政府を代表するビルマ族の顧問はこの地域に留まることができる。
5. 「アラカン北部」の非ムスリム少数派コミュニティは、ビルマの他の地域の他のムスリム少数派と同様の公正な扱いを受ける。
6. 外務、防衛、財務、商務の各省は、中央政府の直轄下に置かれる。残りの部分については、中央政府と地方政府双方の管轄下に置かれるべきものを、中央政府と地方政府の代表による共同討議によって決定され、中央政府と地方政府双方が同時に共有する。
7. ビルマ政府が上記の条件を受諾することを条件に、ムジャーヒディーン代表とビルマ政府の間で協定が締結される。ただし、協定に署名する前に、「アラカン北部」のムジャーヒディーンとともに他の政治指導者に大赦が発表されなければならない。協定第2条に従い、「アラカン北部」のムスリム連隊として知られるムジャーヒディーンはビルマ国民軍と同じ特権を持ち、「アラカン北部」の領土軍としてビルマ正規軍に編入される。

## 活動
ムジャーヒディーンとミャンマー軍（以下、国軍）の最初の戦闘は、1948年5月15日にポンドーピン（Pondawpyin）で行われ、ムジャーヒディーンが勝利を収めた。その後、ムジャーヒディーンはマウンドーを占領しようとしたが、政府は第5ビルマ・ライフル部隊を派遣し、激闘の末、11月10日、ムジャーヒディーンは撤退した。同月末、ムジャーヒディーンは国軍に待ち伏せ攻撃仕掛けたが、これも返り討ちにあって敗北した。しかし1949年2月、第5ビルマライフル部隊がカレン民族同盟（KNU）掃討のためにラカイン州から撤退すると、ムジャーヒディーンは息を吹き返し、1950年4月までにラカイン北西部を制圧し、東パキスタン最南東部・テクナフに拠点を築いた。彼らはパキスタンに忠誠を誓い、支配下の村々にはパキスタン国旗を掲げ、徴兵・徴税の際には、「ラカインにムスリム国家ができればカシミールを取り戻せる」と主張した。なお第5ビルマライフル部隊が撤退した後は、地元のラカイン族で構成されたビルマ領土部隊（Burma Territory Force:BTF）と第2チン・ライフル部隊が、ムジャーヒディーンの掃討作戦に当たたが、特にムスリムに個人的に恨みを持っていた前者の不品行は目に余ったのだという。
この戦闘中、国軍、ムジャーヒディーン双方とも住民に徴兵と徴税を課し、従わない者を虐待したので、堪えきれなかったムスリムの人々がナフ川を渡って東パキスタンへ避難した。1949年1月までにその数は約5,000人に上り、パキスタン政府は彼らのために難民キャンプを設置した。同じムスリムが仏教徒から弾圧を受けているということで、東パキスタンの人々は総じてムジャーヒディーンや難民に対して同情的だったが、それだけではなく、彼らが難民に同情するのには実利的な理由もあった。当時、ミャンマー政府はミャンマーから東パキスタンに輸出される米に高関税を課しており、東パキスタンの人々は米価格の高騰に苦しんでいたのだが、ムジャーヒディーンは米を密輸入して資金源とする同時に、東パキスタンの人々に低価格の米を提供した。ラカインの米農家も政府の買取価格より高い価格で米を買い取ってくれるムジャーヒディーンに喜んで米を売却したのだという。密輸船をパキスタン警察が護衛していたとも伝えられる。

## 和平交渉
ムジャーヒディーンの乱が長引くにつれ、ラカインのムスリムの評判は著しく悪化した。「パキスタン人」がラカインに流入しているという主張、ムジャーヒディーンが、当時ラカインで活動していたビルマ共産党（CPB）や赤旗共産党と共闘して共産主義者の「解放区」を設立しようとしているという、扇動的な主張がまことしやかに囁かれ、独立アラカン議会グループというラカイン族の政党が、ムジャーヒディーンはシャン州に流入した国民党軍（雲南反共救国軍）より危険という見解を示し、ラカインのムスリム議員が抗議するという一幕もあった。
1949年10月、ラカインのムスリムの有力議員・アブドゥル・ガファル（Abdul Gaffar）とスルタン・ムハンマド（Sultan Mohmud）などからなるアラカン・ムスリム和平使節団がムジャーヒディーンの元を訪れ、武装解除するように説得を試みたが、失敗した。それどころか政府当局からムジャーヒディーンとの関係を疑われ、使節団がアキャブを訪れた際、メンバー6人が逮捕された。
1950年2月には、ウー・ヌ首相、民族問題大臣を務めていたラカイン族のアウンザンウェイ、駐パキスタン・ミャンマー大使の3人が、マウンドーでムジャーヒディーンの代表団と会談し、ウー・ヌは（１）武装解除して合法組織になれば、ダボリ・チャウン宣言を考慮する（２）難民問題を解決すると提案したが、結局、会談は物別れに終わった。
このような状況の中で、独立前からラカインに住むムスリムの指導者層の間では、ムジャーヒディーンと自分たちを区別するアイデンティティの再定義が必要という声が高まり、「ロヒンギャ」という民族が創出されるきっかけとなった。

## 暗殺、分裂、そして降伏

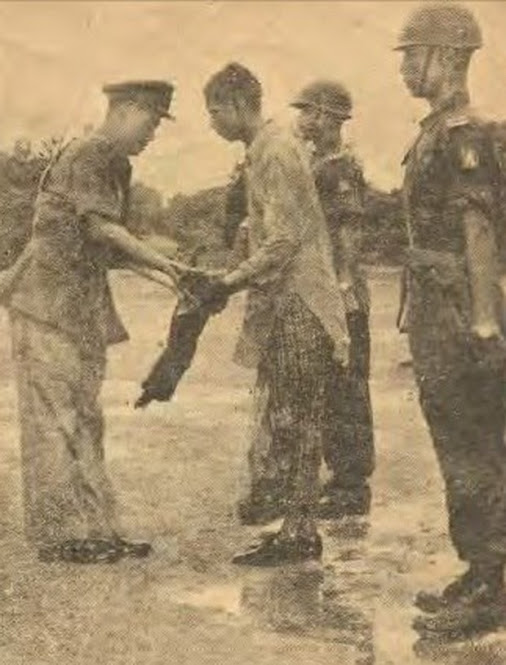
ミャンマー政府に降伏するムジャヒッド党のメンバー

1950年10月11日にリーダーのジャファル・カワルが仲間によって暗殺され、カシムという人物が新しいリーダーとなったが、彼にはカワルのようなカリスマ性も人気もなく、やがて組織は2つに分裂した。
1954年11月、国軍は「モンスーン作戦」という大規模な掃討作戦を実施し、ナフ川国境沿いのムジャーヒディーンの拠点を次々と攻略した。この頃には、ムジャーヒディーンは密輸、略奪、破壊行為をするだけの無法者の集団に成り果て住民の支持を失っており、地元のムスリムが「義勇軍」を組織して国軍に協力したのだという。カシムは東パキスタンへ逃亡し、組織は事実上壊滅した。その後、カシムは、1957年に不法入国の容疑によりパキスタン当局に逮捕され、ミャンマーに送還されなかったものの、釈放後もムジャーヒディーンには戻らず、チッタゴンでホテルと製材所を経営して暮らした。地元では英雄扱いされていたのだという。
ムジャーヒディーン鎮圧後、ウー・ヌとバースエは、それぞれマウンドーとブティダウンを訪れて大規模な政治集会を開催し、「ロヒンギャ」をミャンマーの土着民族（タインインダー）として認め、国民としての平等な権利を与えることを約束した。1958年、ネ・ウィンの選挙管理内閣が成立すると、政府はラカイン北部に「国境地域管理局」を設置し、東パキスタンとの国境を警備し、ムジャーヒディーンの残党の掃討に当たった。1959年3月から8月にかけて、政府による厳格な不法移民取締りが実施され、1万3,500人とも言われるムスリムが東パキスタンへ避難した。
1961年5月30日、その頃には「ロヒンギャ」と名乗るようになっていた、一部のラカインのムスリム議員の要求に応え、政府は、マウンドー、ブティダウン、西ラテーダウン郡区からなるマユ辺境行政区（MFD）を設置した。政府直轄地で、ムスリムの自治を認めるというよりもむしろ、反乱軍や密輸業者や不法移民の取締りを目的とした行政機構だったが、これによって「アラカン北部」設立を目的に掲げるムジャーヒディーンの存在意義はなくなった。
そしてMFDが設置された直後の同年7月4日、ムジャーヒディーンは政府に降伏した。最後まで残った兵士は約300人だった。

## 復活
1972年7月15日、サニ・ジャファル（Sani Jafar）という人物が、ムジャーヒディーンの残党を集めて、ロヒンギャ解放党（RLP）という名で再結成し、ブティタウン近郊のジャングルに拠点を築いてアラカン共産党（CPA）やアラカン民族解放軍（ANLA）と共闘した。1971年に第三次印パ戦争が勃発し、ミャンマー・バングラデシュ国境地帯の闇市場で容易に兵器を入手できたという事情もあり、当初200人ほどだった兵力は一時期2,500人にまで拡大した。ロヒンギャ独立軍（RIA、のちにロヒンギャ愛国戦線《RPF》に改名）のメンバーも多数参加した。しかし、1974年に国軍の大規模な掃討作戦に遭って、サニ・ジャファル以下幹部のほとんどがバングラデシュに逃亡し、壊滅した。